# Johnny Jorgensen
John J. « Johnny » Jorgensen, né le 28 décembre 1921, décédé le 19 janvier 1973, est un ancien joueur américain de basket-ball. Il évolue durant sa carrière au poste d'arrière.

## Palmarès
- Champion NBL 1948
- Champion NBA 1949